# 金剛山地
金剛山地（こんごうさんち）は、大阪平野と奈良盆地を隔てる丘陵性の山地である。河内国と大和国との国境、大阪府と奈良県の府県境のそれぞれ一部をなしている。主峰は金剛山。金剛生駒紀泉国定公園に属している。

## 地理
おおむね南北20km余り、東西5kmほどの地域で標高400m～1100m程度の山が連なる。

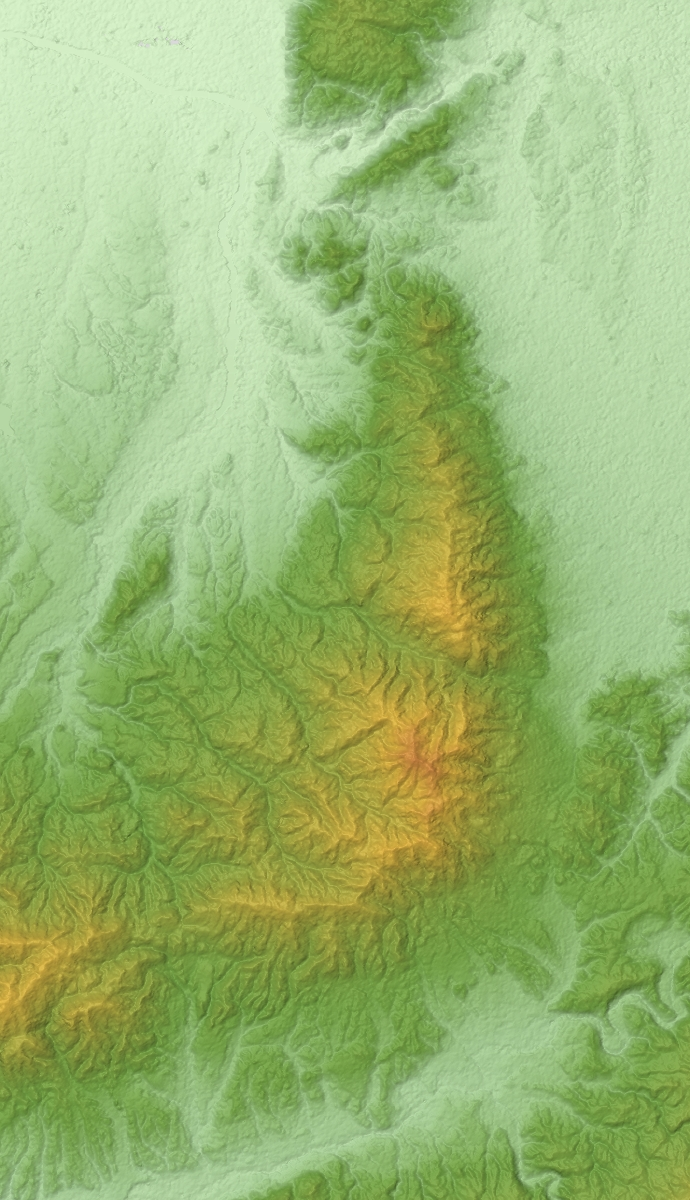
金剛山地の地形

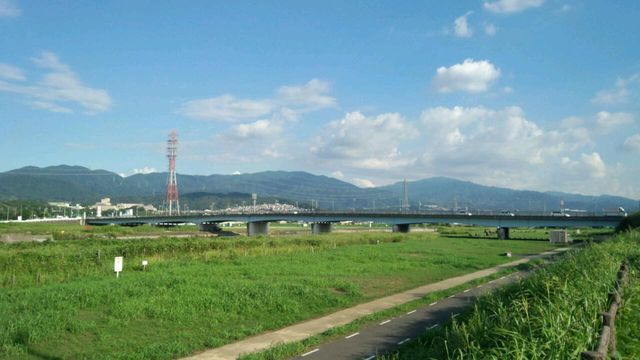
大阪府富田林市から見た金剛山地

北端は大和川によって生駒山地と区切られ、南端では吉野川（紀の川）に当たり、千早峠付近で尾根筋を西に変え、紀見峠を境に大阪府と和歌山県の府県境をなす和泉山脈へと続き、東へは金剛山付近の東麓に広がる丘陵地帯を経て竜門山地へと続いている。
東側（奈良県側）の麓には中央構造線断層帯（金剛山地東縁）が走っている。そのため西側（大阪府側）は緩やかに下り丘陵地帯を経て大阪平野へと続いているが、東側は急斜面で下り奈良盆地へと続いている（傾動地塊）。
地質的には北部に領家花崗岩類、南部に泉南流紋岩類や和泉層群が分布する。

## 主な山
- 明神山（273.6m）
- 二上山
  - 雄岳（517m）
  - 雌岳（474m）
- 岩橋山（658.8m）
- 葛城山（959.2m）
- 金剛山（1,125m） - 主峰

## 主な峠および道路
- 関屋越
- 田尻峠 - 国道165号

関屋越・田尻峠に関しては長尾街道を参照
- 穴虫峠 - 奈良県道・大阪府道703号線
- 竹内峠 - 国道166号・南阪奈道路
- 平石峠 - 奈良県道・大阪府道704号線（未開通）
- 水越峠 - 国道309号
- 千早峠 - 国道310号